# 10440 van Swinden
10440 van Swinden este un asteroid din centura principală de asteroizi.

## Descriere
10440 van Swinden este un asteroid din centura principală de asteroizi. A fost descoperit pe 17 octombrie 1960 la Observatorul Palomar de Cornelis Johannes van Houten, Ingrid van Houten-Groeneveld și Tom Gehrels. Asteroidul prezintă o orbită caracterizată de o semiaxă mare de 2,23 ua, o excentricitate de 0,12 și o înclinație de 4,2° în raport cu ecliptica.